# 산수로 (광주 양평)
산수로(Sansu-ro)는 경기도 광주시 초월읍 나이키앞 교차로에서 경기도 양평군 강하면 운심교를 잇는 31.7km의 도로이다.

## 주요경유지
경기도
- 광주시 (초월읍 . 퇴촌면 . 남종면) - 양평군 (강하면)

## 노선
| 이름           | 접속 노선                               | 소재지 | 소재지 | 비고 |
| -------------- | --------------------------------------- | ------ | ------ | ---- |
| 늑현교         |                                         | 광주시 | 초월읍 |      |
| 선동교         |                                         | 광주시 | 초월읍 |      |
| 선동 교차로    | 동막골길 무들로270번길                  | 광주시 | 초월읍 |      |
| 남들기고개     |                                         | 광주시 | 초월읍 |      |
| 신월교         |                                         | 광주시 | 초월읍 |      |
| 도장고개       |                                         | 광주시 | 초월읍 |      |
| 무갑교         |                                         | 광주시 | 초월읍 |      |
| (이름없음)     | 지방도 제338호선 (정영로)               | 광주시 | 퇴촌면 |      |
| 광동로사거리   | 광동로                                  | 광주시 | 퇴촌면 |      |
| 퇴촌사거리     | 국가지원지방도 제88호선 (천진암로)      | 광주시 | 퇴촌면 |      |
| 오리교         |                                         | 광주시 | 퇴촌면 |      |
| 성황당고개     |                                         | 광주시 | 퇴촌면 |      |
| 금사교         |                                         | 광주시 | 남종면 |      |
| 망조고개       |                                         | 광주시 | 남종면 |      |
| 여우고개       |                                         | 광주시 | 남종면 |      |
| 귀여교         |                                         | 광주시 | 남종면 |      |
| 웃고개         |                                         | 광주시 | 남종면 |      |
| 수청교         |                                         | 광주시 | 남종면 |      |
| 운심교(삼거리) | 국가지원지방도 제88호선 (왕창로) 강남로 | 양평군 | 강하면 |      |

## 주요 건물및 시설
- 서연카자동차정비 (산수로 3/산이리 79-14)
- 멕시카나치킨 광주초월점 (산수로 62/늑현리 21-3)
- CU 광주늑현점 (산수로 74/늑현리 32-3)
- 초월현대그린모터스 (산수로 79/늑현리 35-3)
- 또래어린이집 (산수로 93/늑현리 45-1)
- 현대자동차블루핸즈 동광주현대서비스 (산수로 148/선동리 230-1)
- CU 광주선동로드점 (산수로 196/선동리 296-1)
- 미니마트 초월점 (산수로 210/선동리 296-13)
- 이마트에브리데이 곤지암 물류센터 (산수로 278/선동리 356-4)
- GS25 광주산수로탑점 (산수로 296/선동리 358-2)
- S-OIL 동호에너지 신월주유소 (산수로 308/선동리 410-4)
- SPC GFS 곤지암 물류센터 (산수로 368/신월리 651-2)
- SK에너지 두월주유소 (산수로 378/신월리 651-1)
- 두월자동차 정비사업소 (산수로 386/신월리 649)
- CU 광주초월신월점 (산수로 394/신월리 602-4)
- 미니스톱 광주초월점 (산수로 500/신월리 472)
- GS25 광주고은점 (산수로 517/신월리 446-5)
- 초월초등학교 (산수로 523/신월리 452-1)
- 보쉬카서비스 일흥아우토 (산수로 526/신월리 446-44)
- 한양할인마트 (산수로 568/신월리 405-11)
- CU 광주지월공단점 (산수로 580/신월리 401-6)
- GS칼텍스 초월공단주유소 (산수로 615/신월리 350-1)
- 현대자동차블루핸즈 퇴촌점 (산수로 1291/광동리 278-5)
- CU 광주퇴촌로드점 (산수로 1292/광동리 247-34)
- 선린신협 퇴촌지점 (산수로 1307/광동리 204-1)
- 퇴촌면 주민자치센터 (산수로 1347/오리 73-1)
- 오리마을회관 (산수로 1382/오리 35)
- 퇴촌농협 남종지점 (산수로 1618/분원리 148)
- 팔당전망대 (산수로 1692/분원리 250-3)
- 검천리보건진료소 (산수로 2331/검천리 368-12)
- 검천2리마을회관 (산수로 2381/검천리 447-12)